# كارول إس. بيج
كارول إس. بيج (بالإنجليزية: Carroll Smalley Page)‏ هو قاضي ومحامي ورائد أعمال وسياسي أمريكي، ولد في 10 يناير 1843 في ويستفيلد في الولايات المتحدة، وتوفي في 3 ديسمبر 1925 في قرية هايد بارك في الولايات المتحدة. حزبياً، نشط في الحزب الجمهوري. وقد انتخب حاكم فيرمونت ‏ (2 أكتوبر 1890 – 6 أكتوبر 1892) وانتخب عضو مجلس نواب فيرمونت وانتخب عضو مجلس الشيوخ الأمريكي.